# Młogoszyn
Młogoszyn – wieś w Polsce położona w województwie łódzkim, w powiecie kutnowskim, w gminie Krzyżanów.
Przez miejscowość przebiega droga wojewódzka nr 702.
Prywatna wieś szlachecka Młogosino położona była w drugiej połowie XVI wieku w powiecie orłowskim województwa łęczyckiego.
W latach 1954–1972 wieś należała i była siedzibą władz gromady Młogoszyn. W latach 1975–1998 miejscowość administracyjnie należała do województwa płockiego.

## Zabytki
Według rejestru zabytków Narodowego Instytutu Dziedzictwa na listę zabytków wpisane są obiekty:
- zespół dworski, pocz. XX w., nr rej.: 540 z 9.09.1980:
  - dwór
  - park